# Chihiros Reise ins Zauberland
Chihiros Reise ins Zauberland (japanisch 千と千尋の神隠し Sen to Chihiro no kamikakushi, deutsch ‚Sen und Chihiros magisches Verschwinden‘) ist ein japanischer Zeichentrickfilm von Regisseur Hayao Miyazaki und Studio Ghibli aus dem Jahr 2001. Er war lange Zeit der nach Einspielergebnissen weltweit erfolgreichste Animefilm und wurde erst von Your Name. – Gestern, heute und für immer (Kimi no Na wa) vom Spitzenplatz verdrängt. Zudem ist er der weltweit meistausgezeichnete Zeichentrickfilm (u. a. Oscar für den besten animierten Spielfilm; Goldener Bär der Internationalen Filmfestspiele Berlin).

## Handlung
Die zehnjährige Chihiro Ogino zieht mit ihren Eltern in eine neue Stadt. Bei der Ankunft verfahren sie sich und entdecken eine Art verlassenen, geheimnisvollen Vergnügungspark. Gegen Chihiros Willen beginnen sie, diesen zu erkunden. Während ihre Eltern sich unerlaubt in einem Restaurant auf das dort bereitstehende Essen stürzen und wie Schweine essen, streift Chihiro umher und trifft den Jungen Haku. Dieser warnt sie, rechtzeitig vor Einbruch der Dunkelheit von hier zu fliehen. Doch als sie zu ihren Eltern zurückkommt, haben sich diese bereits in Schweine verwandelt – und mit hereinbrechender Dämmerung wird es an dem Ort immer unheimlicher.
Um Chihiro zu schützen, bringt Haku sie in das Badehaus der Hexe Yubaba, welches für die Götter und Geister des Shintō errichtet wurde. Der spinnenarmige alte Kamaji betreibt mit Hilfe winziger, spinnenartiger Wesen aus Ruß, genannt Rußmännchen, die Heizung des Hauses. Er bittet die junge Frau Lin, die ihm das Essen bringt, Chihiro zu Yubaba zu bringen und um Arbeit für sie zu bitten.
Die Hexe Yubaba jedoch kontrolliert ihre Arbeiter, indem sie diese ihrer Namen beraubt, und wer seinen Namen nicht kennt, kann nie wieder in seine Welt zurück. Daher legt Haku dem Mädchen ans Herz, dass es das Wichtigste sei, nie ihren richtigen Namen zu vergessen, denn auch ‚Haku‘ ist nicht sein vollständiger Name. An diesen kann er sich jedoch nicht mehr erinnern und hat damit seine Identität verloren.
Chihiro muss schwer arbeiten und zudem eine Menge Abenteuer überstehen, bevor sie ihre Eltern zurückverwandeln und das magische Reich verlassen kann. Am Ende des Filmes erinnert sich auch Haku, dank Chihiros Hilfe, wieder an seinen richtigen Namen.

## Das Geheimnis der Namen
Als Chihiro die Hexe Yubaba um Arbeit bittet, gibt diese ihr einen anderen Namen: Sen (千). Sen ist jedoch kein komplett neuer Name, sondern lediglich ein Teil ihres wirklichen Namens. Chihiro wird im Japanischen mit zwei Kanji geschrieben. Yubaba entfernt aus Chihiros Namen den Familiennamen (荻野 Ogino) und das Kanji 尋 aus ihrem Vornamen. Das verbleibende Zeichen 千 kann sowohl chi als auch sen gelesen werden.

## Charaktere

### Chihiro
Chihiro (japanisch 荻野 千尋 Ogino Chihiro; bzw. Sen (千), nachdem die Hexe einen Teil ihres Namens genommen hat) ist die Hauptperson und Heldin des Films. Am Anfang ihrer Reise ist sie noch sehr unbeholfen und schüchtern, entwickelt sich aber im Verlauf der Handlung zu einem selbstbewussten und mutigen Mädchen. Ihr einziges Ziel ist es, ihre Eltern
zu befreien und nach Hause zurückzukehren. Dafür tut sie alles, was möglich ist. Andere Dinge sind ihr egal, so lässt sie sich weder von Gold noch von sonstigen Wertsachen beeindrucken. Ganz und gar offen begegnet sie den Dämonen und Geistern im Badehaus und unterscheidet dabei nicht zwischen Gut und Böse. Diese selbstlose Art lässt sie alle Gefahren meistern und rettet am Ende nicht nur ihre Eltern.

### Haku
Haku (japanisch ハク), vollst. Nigihayami Kohakunushi (japanisch 饒速水琥珀主 ‚Bernsteingekrönter Wasserherrscher‘) ist die rechte Hand und der Zauberlehrling der Hexe Yubaba und nimmt dadurch eine wichtige, führende Rolle im Badehaus ein. Bei den Bediensteten des Badehauses ist er nicht sonderlich beliebt. Trotzdem hilft er Chihiro, sich in ihrer neuen Umgebung zurechtzufinden, und bewahrt sie vor Fehlern, wie z. B. dem Vergessen des Namens. Er ist ein Flussgeist, tritt in Gestalt eines weißen Drachens auf und führt Aufträge der Hexe aus, die ihn letztendlich in große Gefahr bringen. Doch Haku hat ein großes Herz und hilft Chihiro, so gut er kann. Sein vollständiger Name wird erst am Ende des Filmes bekannt gegeben. Haku rettete Chihiro vor dem Ertrinken, als diese noch ein kleines Kind war, weshalb er ihr bekannt vorkommt.

### Yubaba und Zeniba
Die Hexe Yubaba (japanisch 湯婆婆 Yubāba, deutsch ‚alte Badefrau‘) betreibt das Badehaus für Götter. Sie besitzt große magische Kräfte, unter anderem die Fähigkeit, anderen ihre Namen zu rauben. Yubabas Strenge und Macht sind beim gesamten Badehauspersonal bekannt und gefürchtet. Jedoch ist sie auch besorgt, vor allem um ihr überdimensional großes Baby, das sie wie ihren eigenen Augapfel behütet.
Zeniba (japanisch 銭婆 Zenība) ist die Zwillingsschwester Yubabas. Im Gegensatz zu ihrer Schwester ist sie fürsorglich und nett, dennoch ist auch sie eine Hexe und nicht weniger mächtig als Yubaba.

### Ohngesicht
Das Ohngesicht (japanisch カオナシ Kaonashi) ist ein eigenartiges Wesen, das anfangs als Geist, später als Ungeheuer in Erscheinung tritt. Durch Chihiros Einladung verschafft es sich Zugang zum Badehaus – gegen den Willen Yubabas, die den unerwünschten Eindringling so schnell wie möglich wieder loswerden will. Der zurückhaltende Geist verteilt Gold und verwandelt sich durch die maßlose Gier der Bediensteten des Badehauses in ein gefräßiges Ungeheuer. Erst als Chihiro seine Geschenke ablehnt und es mit einer magischen Kräuterkugel füttert, bricht seine Macht; es erhält seine ursprüngliche Form zurück und folgt ihr als treuer Begleiter.
Die rätselhafte Gestalt des Ohngesicht ist symbolisch für fast alle Charaktere des Märchens. Es besteht keine dualistische Einteilung in Gut und Böse, sondern entsprechend der shintoistischen Weltsicht folgt jedes Wesen (ob Gottheit, Geist, Mensch, Kobold oder Tier) seiner mehr oder weniger komplexen, oftmals zwiespältigen Natur.

### Lin
Lin (japanisch リン Rin) ist eine Angestellte des Badehauses. Sie hilft Chihiro, Yubaba zu finden, und führt sie anschließend in das Leben im Badehaus ein. Zwar kann Lin sehr schnippisch und herabsetzend sein, aber im Verlaufe der Geschichte werden Chihiro und sie sehr gute Freundinnen.

### Kamaji
Der sechsarmige Kamaji (japanisch 釜爺 Kamajii, deutsch ‚Kesselopa‘) ist der Heizer des Badehauses, der in den tiefsten Kellern des Gebäudes haust und seine Arme beliebig verlängern kann. Er hat ein Heer von Gehilfen: tischtennisballgroße pelzige schwarze Wesen – von ihm selbst als „Rußmännchen“ bezeichnet – mit zwei Augen und langen Beinen, die stark an die „Susuwatari“ aus Mein Nachbar Totoro erinnern. Obwohl Kamaji sich zunächst etwas mürrisch und eigenbrötlerisch gibt, wird er bald zu einem der wichtigsten Verbündeten Chihiros.

## Synchronisation
Für die deutschsprachige Synchronisation war die FFS Film- und Fernseh-Synchron GmbH in München verantwortlich. Axel Malzacher schrieb das Dialogbuch und führte die Dialogregie.
| Rollenname      | japanischer Sprecher | deutscher Sprecher  | englischer Sprecher | französischer Sprecher |
| --------------- | -------------------- | ------------------- | ------------------- | ---------------------- |
| Chihiro/Sen     | Rumi Hiiragi         | Sidonie von Krosigk | Daveigh Chase       | Florine Orphelin       |
| Haku            | Miyu Irino           | Tim Sander          | Jason Marsden       | Donald Reignoux        |
| Yubaba/Zeniba   | Mari Natsuki         | Nina Hagen          | Suzanne Pleshette   | Anne Ludovik           |
| Lin             | Yumi Tamai           | Cosma Shiva Hagen   | Susan Egan          | Véronique Volta        |
| Kamaji          | Bunta Sugawara       | Fred Maire          | David Ogden Stiers  | Jean-Claude Sachot     |
| Chihiros Mutter | Yasuko Sawaguchi     | Elisabeth Günther   | Lauren Holly        | Laurence Bréheret      |
| Chihiros Vater  | Takashi Naitō        | Michael Brennicke   | Michael Chiklis     | Jean-François Aupied   |
| Ao/Baumfrosch   | Tatsuya Gashūin      | Benedikt Weber      | Bob Bergen          | Gilbert Lévy           |
| Aufseher        | Yō Ōizumi            | Michael Rüth        | Rodger Bumpass      | Michel Barbey          |
| Froschmann      | Tatsuya Gashūin      | Gudo Hoegel         | Bob Bergen          | Gilbert Lévy           |
| Ohngesicht      | Akio Nakamura        | Florian Halm        | Bob Bergen          | Gilbert Lévy           |
| Baby Boh        | Ryûnosuke Kamiki     | Maximilian Belle    | Tara Strong         | Claire Bouanich        |
| Aniyaku         | Takehiko Ono         | Dirk Galuba         | John Ratzenberger   |                        |

## Hintergrund
Wie bei vielen Filmen von Miyazaki geht es auch bei Chihiros Reise ins Zauberland unter anderem um Umweltschutz und das Thema, wie Menschen und Umwelt in Harmonie gemeinsam existieren können.
Chihiro arbeitet während ihres Aufenthalts im Zauberreich im Badebetrieb der Hexe Yubaba. Dort sind Menschen eher die unterdrückte Ausnahme. Die Gäste sind überwiegend Naturgottheiten, Dämonen und Geister aus einer fremden Welt.
Eine zentrale Szene zeigt den Auftritt eines schlammigen, übel stinkenden Monsters, welches irrtümlicherweise für einen „Faulgott“ gehalten wird. Da ihm niemand zu nahe kommen will, werden die Menschen Chihiro und Lin diesem Wesen zugeteilt. Sie können es von allerlei menschlichem Abfall befreien und ein sprudelnder, verjüngter und klarer Flussgeist bleibt zurück.

## Entstehung und Veröffentlichung

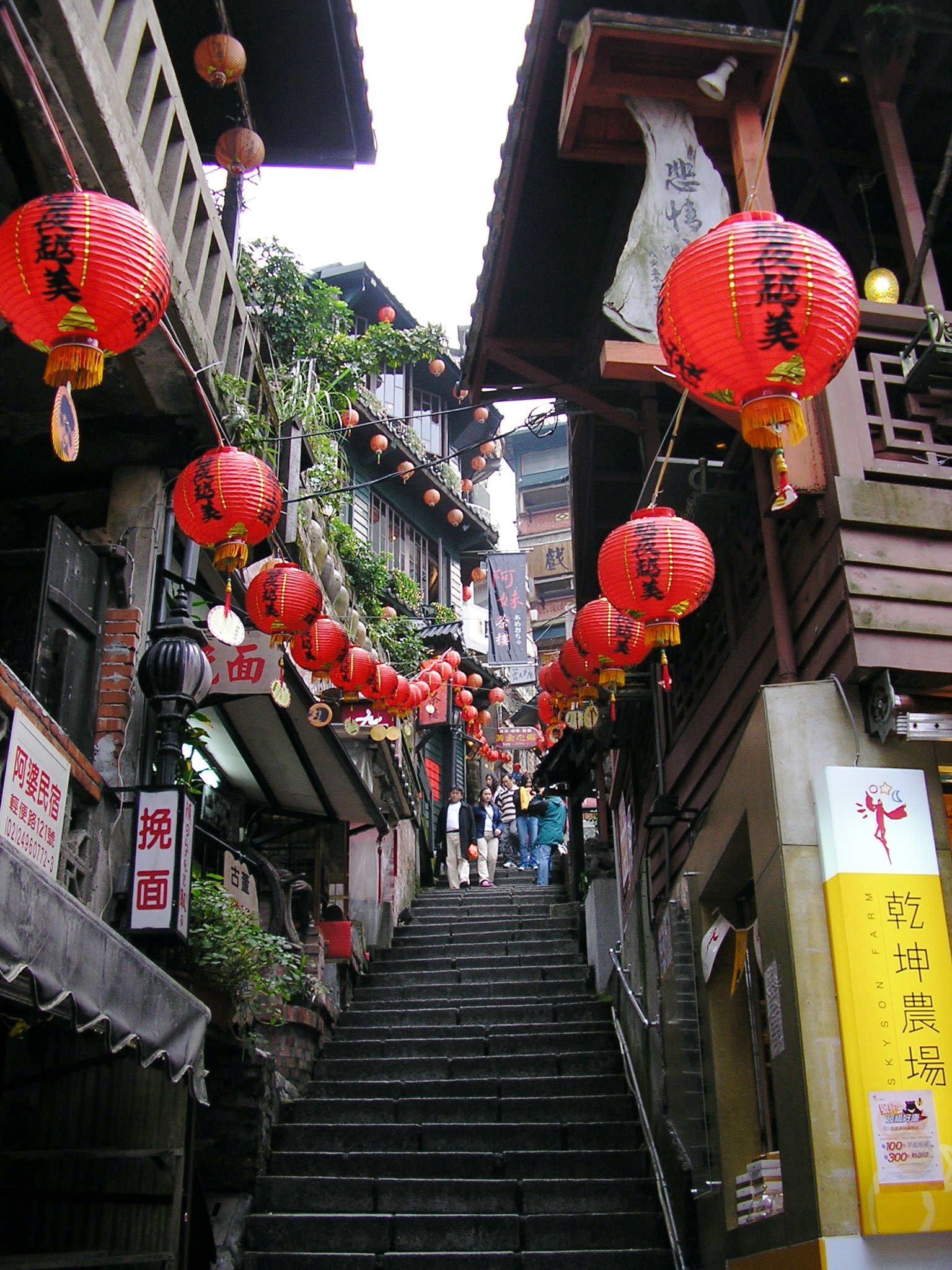
Gasse in Jiufen

Eigentlich hatte Hayao Miyazaki nach dem Erfolg seines Films Prinzessin Mononoke im Jahr 1997 (damals der erfolgreichste japanische Film) seinen Rückzug aus dem Filmgeschäft erklärt. Er wollte Platz machen für jüngere Künstler und sie nicht durch seinen Erfolg verdrängen.
Miyazaki zog sich in seine Berghütte zurück, wo er Besuch von einem Mitarbeiter des Studio Ghibli und dessen 10-jähriger Tochter bekam. Die Erlebnisse während des Besuchs inspirierten ihn zu den Abenteuern von Chihiro. Die Kinder seiner Freunde, die zwar „wie viele japanische Kinder […] von Herzen gut, aber auch schwach“ waren, gaben ihm Ansporn, doch noch einen Film zu drehen. Er wollte diesen Kindern Mut machen, das Leben zu meistern, auch wenn es sich aus den Augen von Kindern nicht immer erklären lasse.
Das Zentrum der Stadt Jiufen auf Taiwan soll angeblich Modell für den Handlungsort gestanden haben. Nach Angaben von Miyazaki selbst ist das jedoch falsch.
Chihiros Reise ins Zauberland wurde in Japan am 20. Juli 2001 uraufgeführt und in insgesamt 714 Kinos gezeigt. Nach den Oscarerfolgen lief der Film am 19. Juni 2003 in einer synchronisierten Fassung bundesweit in den deutschen Kinos an. Zwei Jahre zuvor musste sich der Vorgänger Prinzessin Mononoke noch mit 35 Filmkopien begnügen. Der Film erschien am 3. November 2003 auf DVD bei Universum Anime.

## Rezeption
Chihiros Reise ins Zauberland galt nicht nur als der größte Publikumserfolg aus Japan – die internationalen Einnahmen beliefen sich auf umgerechnet 229,6 Millionen US-Dollar – sondern hat auch zahlreiche internationale Preise gewonnen. Allein in Japan spielte der Film umgerechnet 10 Millionen Dollar ein. Lange war Chihiros Reise ins Zauberland der von den Einspielergebnissen her erfolgreichste Animefilm weltweit, bis er im Januar 2017 von Your Name. – Gestern, heute und für immer abgelöst wurde.
Die Sängerin Billie Eilish wählte den Titel Chihiro für einen Song auf ihrem Studioalbum Hit Me Hard and Soft.

### Auszeichnungen
2002
- Goldener Bär der Berlinale 2002 (geteilt mit dem irischen Spielfilm Bloody Sunday)
- Japanese Academy Awards – Bester Film
- 21. Hong Kong Film Awards – Bester asiatischer Film des Jahres

2003
- Academy Award (Oscar) als bester Animationsfilm

Anime-Historiker Jonathan Clements führt den Oscar-Gewinn – der einzige eines Animes in Spielfilmlänge überhaupt, wobei ähnlich erfolgreiche oft nicht einmal nominiert werden – nicht nur auf die Qualität des Films zurück, sondern auch darauf, dass Disney einige Jahre zuvor die Auslandslizenzen von Studio Ghibli erworben und in Chihiro investiert hatte. Diese amerikanische Beteiligung könne Einfluss auf das Votum der Jury genommen haben.

### Kritiken
Der Film wurde von der internationalen Kritik gefeiert und gilt als einer der besten animierten Filme überhaupt. So wird er in den Top 10 bei einer Umfrage des British Film Institute der für Kinder unter 14 Jahren meistempfohlenen Filmen geführt.
Filmkritiker nahmen den Film fast durchweg euphorisch auf. Auf der Internetseite Rotten Tomatoes, die US-amerikanische Kritiken sammelt, kommt der Film etwa auf 97 Prozent positive Bewertungen. So sprach Roger Ebert von einem der „besten Filme des Jahres“ und von einem „wundervollen Film“. Er führte aus: „Neben der Handlung und den Dialogen ist es ein Vergnügen, Chihiros Reise ins Zauberland einfach nur zu betrachten.“ Ende August 2016 veröffentlichte die britische BBC eine Liste der bis dato besten Filme des 21. Jahrhunderts. Chihiros Reise ins Zauberland wurde dabei von Filmkritikern auf Platz 4 gewählt.
Jens Balzer vermisste in einer Kritik für die Berliner Zeitung die „stringente Geschichte; die wunderbare Sensibilität für kleine Alltagsdetails“, die Miyazakis frühere Filme ausgezeichnet habe und die hier durch „großes Kunstwollen“ ersetzt worden sei. Chihiros Reise ins Zauberland sei zwar nicht Miyazakis bester Film, aber „der prächtigste, vielfarbigste und vieldeutigste […]“.

„Ein in seiner epischen Breite beeindruckender, Emotionen und Erkenntnislust gleichermaßen ansprechender Fantasy-Zeichentrickfilm, der die vielschichtigen Elemente des Märchens nicht nur zur Unterhaltung nutzt, sondern auch zur Selbstständigkeit und der Bereitschaft, Probleme zu lösen, animiert.“

„So hinreißend Chihiros Reise ins Zauberland auch ist, er wirkt wie ein Schlusspunkt, fast wie ein Epitaph. Schöner, ja vollkommener können die klassischen Muster nicht eingesetzt werden. Es gibt allerdings noch eine Hoffnung: dass Hayao Miyazaki noch weitere Schlusspunkte setzen wird.“

Von der Deutschen Film- und Medienbewertung hat er das Prädikat Besonders wertvoll erhalten.